# Carlos Fossatti
Carlos Fossatti (Paysandú, 12 de julio de 1928 - Toulouse, 1980) fue un pintor y grabador uruguayo, integrante destacado del Club de Grabado de Montevideo entre 1961 y 1965.

## Biografía
Carlos Fossatti nació en la ciudad Paysandú en 1928. De su primer matrimonio, con la profesora de literatura Selva Gamarra, tuvo dos hijos: Mario y Marcelo Fossatti, que nacieron en Paysandú. Se radicó en Montevideo en 1956, y en 1960 se casó en segundas nupcias con Leonilda González, fundadora del Club de Grabado, de quien recibió formación en esta técnica. El matrimonio con González duró 6 años.
Ingresó al Club de Grabado en 1961, institución de la que fue miembro directivo. Concurrió a salones nacionales, municipales y del interior desde 1962. En esta época, participó en las Bienales de Liubliana y de Tokio, y en exposiciones en Buenos Aires y La Habana. En 1966 obtuvo una beca de la República Democrática Alemana y viajó a Berlín, donde intervino con su obra en la exposición trienal Intergrafik de 1967 organizada por la Asociación de Artistas Visuales (VBK) de Alemania Oriental. En 1973 se radicó en Francia, donde continuó su carrera artística, participando en diversas exposiciones. Vivió en Lanta, junto a su tercera esposa, Therese Grau.
Falleció en Toulouse, Francia, el 23 de julio de 1980, probablemente debido a las secuelas de un accidente ocurrido meses antes. Tras su muerte, entre mayo y junio de 1981 se realizó la exposición homenaje Fossatti x once + Fossatti en la Galería del Notariado, donde participaron Alicia Asconeguy, Gladys Afamado, Claudia Anselmi, Enrique Badaró, Beatriz Battione, Álvaro Cármenes, Óscar Ferrando, Ana Nuño, Nelbia Romero, Ana Tiscornia y Alfredo Torres.
Dentro de la disciplina del grabado, se destacó en la técnica de la xilografía. Desarrolló una obra figurativa expresionista, marcada por la potencia formal, la rudeza técnica y el aura fantasmática de sus figuras. Su obras se encuentran, entre otros lugares, en el Museo Nacional de Artes Visuales, en el Museo Juan Manuel Blanes y en colecciones privadas.